# Turbulence (album)
Pour les articles homonymes, voir Turbulence (homonymie).

Turbulence est un album de Michel Portal enregistré en 1986 et sorti en 1987.

Il est accompagné de Mino Cinelu aux percussions, de Daniel Humair et d'André Ceccarelli à la batterie, de Richard Galliano à l'accordéon, de Bernard Lubat et d'Andy Emler au synthétiseur, de Claude Barthélemy et de Harry Pepl (en) à la guitare, de Jean Schwarz aux traitements sonores, de Jean-François Jenny-Clark à la contrebasse et de Jannick Top à la guitare basse.
Dans le texte de présentation de l'album, Francis Marmande, pour qui Michel Portal est un « musicien de l'éphémère, du provisoire et de l'improviste », écrit que cette musique « a un indéniable parfum d'îles, de voyages et de rêves. Le parfum du désert. Souvenirs de cris qui déchirent la nuit andalouse, ombres de danseurs emportés par leur ronde, au fond du Pays Basque, générosité de l'inconnu, voyages, images... »

## Titres de l'album
1. Mozambic (8:43)
  - Mino Cinelu, Andy Emler, Jean Schwarz
  - Michel Portal : clarinette basse, saxophone baryton, saxophone sopranino
2. Pastor (5:32)
  - Daniel Humair, Jean-François Jenny-Clark, Harry Pepl
  - Michel Portal : clarinette basse
3. Djam's (8:08)
  - Mino Cinelu, Jean Schwarz, Bernard Lubat, André Ceccarelli, Jannick Top, Claude Barthélemy
  - Michel Portal : clarinette basse
4. Metis (6:22)
  - Mino Cinelu, Jean Schwarz, Bernard Lubat, André Ceccarelli, Jannick Top, Claude Barthélemy
  - Michel Portal : clarinette basse, saxophone soprano
5. Turbulence (9:23)
  - Mino Cinelu, Bernard Lubat, André Ceccarelli, Jannick Top, Claude Barthélemy
  - Michel Portal : saxophone ténor
6. Basta (3:02)
  - Mino Cinelu, Richard Galliano
  - Michel Portal : bandonéon